# Метод перевала
Метод перевала — метод, использующийся для аппроксимации интегралов вида
{\displaystyle \int \limits _{\gamma }\Phi (z)e^{\lambda \phi (z)}\,dz,}
где {\displaystyle \Phi (z),\phi (z)} — некоторые мероморфные функции, {\displaystyle \lambda } — некоторое большое число, а контур {\displaystyle \gamma \in \mathbb {C} } может быть бесконечным. Этот метод часто называется обобщением метода Лапласа.

## Алгоритм решения
1. Свести интеграл к виду {\displaystyle I(\lambda )=\int \limits _{\gamma }\Phi (z)e^{\lambda \phi (z)}\,dz}.
2. Поскольку при {\displaystyle \lambda \to \infty } поведение {\displaystyle I(\lambda )} определяется показателем экспоненты, то необходимо исследовать следующим образом функцию {\displaystyle \phi (z)}:
  1. Найти точки перевала, т. е. такие точки, где выполняется соотношение {\displaystyle \phi '(z)=0}.
  2. Построить линии наискорейшего убывания.
3. Деформировать контур {\displaystyle \gamma } по линиям наискорейшего убывания.
4. Получить асимптотику интеграла, используя метод Лапласа.

## Пример: асимптотика функции Эйри

Функция Эйри задается следующим интегралом:
{\displaystyle I(z)=\int \limits _{\gamma }\exp \left(pz-{\frac {p^{3}}{3}}\right)\,dp.}
В качестве контура {\displaystyle \gamma } будем использовать тот, который представлен на рисунке справа. Сделаем замену {\displaystyle p={\sqrt {z}}s} и получим:
{\displaystyle I(z)={\sqrt {z}}\int \limits _{\gamma }\exp \left[z^{3/2}\left(s-{\frac {s^{3}}{3}}\right)\right]\,ds.}
Таким образом мы получили необходимый вид интеграла с функцией {\displaystyle \phi (s)=s-{\frac {s^{3}}{3}}}. Точки перевала, следовательно, равны: {\displaystyle s=\pm 1}.

Из условий Коши — Римана следует, что в точках перевала кривые наискорейшего роста и наискорейшего убывания пересекаются под прямым углом, причём нигде кроме точек перевала они больше пересекаться не могут. Из этих простых соображений можно однозначно их построить. Кривые наискорейшего убывания представлены на рисунке (стрелками обозначено направление роста).
Для того, чтобы воспользоваться методом Лапласа для нахождения асимптотики этого интеграла, необходимо линейными преобразованиями деформировать контур {\displaystyle \gamma } по кривым наискорейшего убывания. Поскольку на этих кривых достигается глобальный максимум функции {\displaystyle \phi (s)}, то мы можем рассматривать только небольшую его окрестность. Следовательно, разложим в окрестности точки перевала функцию {\displaystyle \phi (s)} в ряд Тейлора:

## Книги
- Федорюк М. В. Метод перевала. — 1977. — С. 366.
- А. И. Прилепко, Д. Ф. Калиниченко. Асимптотические методы и специальные функции. — М.: МИФИ, 1980. — С. 107.
- А. Г. Свешников, А. Н. Тихонов. Теория функций комплексной переменной. — 5-е изд.. — М.: Наука, Физматлит, 1999. — С. 319. — ISBN 5-02-015233-1.